# Кирсановская республика
Кирсановская республика — принятое в периодической печати название государственного образования, просуществовавшее в течение одного месяца (с мая 1917 года до 14 июня 1917 года) в городе Кирсанове Тамбовской области.

## История
В городе Кирсанове Кирсановского уезда Тамбовской губернии, 1917 год стал годом невиданной демократизации, которая нередко граничила с анархией. В уезде крестьяне громили усадьбы, участились пожары и воровство. Забастовки становились привычным явлением. На соборной площади у городской думы по вечерам толпы собирались на митинги. Среди ораторов выделялся торговец эсеровского толка Александр Кузьмич Трунин, который быстро образовал вокруг себя группу единомышленников. Обывателям нравились его речи, ведь он обещал устранить безвластие и навести порядок. Так, в одном из своих выступлений Трунин предложил отправить телеграмму в Петроград с просьбой выслать Владимира Ленина из России.
13 мая 1917 года в Кирсанове проходили местные выборы в Кирсановскую городскую думу. На них неожиданно победил блок Трунина, получив достаточное количество мандатов, чтобы создать правящую коалицию. Александр выбрал себе пост комиссара безопасности.
Трунин был решительным сторонником твёрдой власти. Он, опираясь на свой пост комиссара безопасности, с помощью репрессий, совершил переворот, взяв в свои руки все важнейшие функции. Захватив власть, Трунин и его сторонники перестали считаться с центральными правительственными органами. Отказавшись признавать комиссара временного правительства, Трунин провозгласил город автономией, а себя объявил генерал-губернатором.
В период республики внутри неё были принятые следующие решения: отменена продразвёрстка со стороны центра, организовывали еврейские погромы, устранялось настроение анархии, запрещены все политические партии, торговые заведения и купцы облагались дополнительными налогами, Тех, кто отказывался или не мог заплатить, арестовывали и под конвоем, повесив на шею таблички «вор», «спекулянт» и «мошенник», проводили по улицам, спиртное повсеместно реквизировалось.

_{О событиях в Кирсанове писали в одной из столичных газет}

В конце мая 1917 года для подавления сепаратизма, в Кирсанов прибыл эмиссар Временного правительства, губернский прокурор Александр Антонов. Но в мае 1917 его отряду милиции не удалось арестовать Трунина. Толпа на станции насильственно освободила Трунина и задержала самого Тамбовского милиционера Антонова. 
Спустя две недели удалось организовать арест правительства Кирсановской республики, благодаря прибытию в Кирсанов вооружённых полков во главе с эсером Михневичем. Арест был произведён путем вооруженного штурма здания городской Думы, где находились члены правительства республики. На улицах Кирсанова завязались бои, в результате которых 8 человек было убито и более 40 ранено. Арестованных членов Думы в количестве 40 человек и генерал-губернатора Трунина отправили на содержание в Московскую колонию.
14 июня 1917 года Тамбовский совет солдатских депутатов известил Моссовет о ликвидации так называемой «Кирсановской республики».